# Kanak Jha
Kanak Jha (Milpitas, Californië, 19 juni 2000) is een Amerikaans professioneel tafeltennisser. Hij speelt rechtshandig met de shakehandgreep.
Hij vertegenwoordigde zijn land op de Olympische Zomerspelen 2016 en 2020 maar won geen medailles.